# ریج (سبک موسیقی)
ریج  (به انگلیسی: Rage) یکی از زیرسبک‌های نوظهور موسیقی هیپ‌هاپ و ترپ است که با بهره‌گیری از سینت‌سایزرهای اغراق‌شده، بیس‌های اعوجاج‌یافته (distorted 808s) و انرژی پرتنش، در اواخر دهه ۲۰۱۰ و اوایل دهه ۲۰۲۰ شکل گرفت. این سبک غالباً از فضای موسیقی الکترونیک، به‌ویژه ساب‌ژانرهایی مانند EDM، trap EDM، و wave الهام گرفته و در ترکیب با صدای دیجیتال و خش‌دار، حالتی تهاجمی و هیجان‌برانگیز به وجود می‌آورد. اصطلاح "Rage" برای توصیف این سبک ابتدا توسط هنرمندانی مانند Playboi Carti، Trippie Redd، و Yeat رایج شد، که در آثارشان از بیت‌های سینت‌محور و الگوهای تکرارشونده برای ایجاد فضای احساسی شدید و خشمگین استفاده می‌کردند.

## ویژگی‌های صوتی و تولید
موسیقی Rage به‌طور مشخص با استفاده از صداهای سینت‌سایز شده‌ با تم دیجیتال و فضای آینده‌نگرانه شناخته می‌شود. سینت‌های saw wave، لیدهای فضادار، و آرپژهای سریع از مؤلفه‌های رایج این سبک هستند. همچنین در بخش پرکاشن، اغلب از کیک‌ها و 808های بسیار اعوجاج‌یافته استفاده می‌شود که احساس تنش و قدرت را افزایش می‌دهد. تمپوی موسیقی معمولاً بین 140 تا 160 BPM است و ساختار آهنگ‌ها معمولاً ساده و تکرارشونده باقی می‌ماند تا فضا و انرژی غالب حفظ شود. استفاده از automation برای فیلترکردن صدا، pitch bending، و reverse effect نیز از تکنیک‌های مرسوم در ساخت بیت‌های Rage به‌شمار می‌رود.

## هنرمندان شاخص
از جمله هنرمندان پیشگام در توسعه سبک Rage می‌توان به Playboi Carti اشاره کرد، به‌ویژه با آلبوم Whole Lotta Red در سال ۲۰۲۰ که تاثیر چشم‌گیری در تثبیت این سبک داشت. پس از او، Trippie Redd با آلبوم Trip at Knight و Yeat با پروژه‌هایی نظیر Up 2 Me و 2 Alivë در میان چهره‌های شاخص این جریان قرار گرفتند. همچنین هنرمندانی مانند Ken Carson، SoFaygo، Destroy Lonely و Kankan نیز با تولید آثار در همین فضا، به گسترش محبوبیت Rage در میان شنوندگان جوان کمک کردند. حضور این هنرمندان در پلتفرم‌هایی مانند SoundCloud، TikTok و YouTube باعث گسترش سریع این ژانر در میان کاربران نسل Z شد.

## ارتباط با فرهنگ جوانان و اینترنت
سبک Rage نه‌تنها از نظر موسیقایی، بلکه در حوزه زیبایی‌شناسی تصویری و فرهنگ بصری نیز با فضای دیجیتال و اینترنت پیوند خورده است. از جلد آلبوم‌ها گرفته تا موزیک‌ویدیوها، اغلب از تصاویر گلیچ، طراحی‌های سایبرپانک، و استایل‌هایی نظیر Y2K و Techwear استفاده می‌شود. این سبک موسیقی و زیبایی‌شناسی همراه آن به‌طور مستقیم با احساسات طغیان‌گرایانه و اضطراب‌آمیز نسل جوان امروز ارتباط برقرار می‌کند و خود را به‌عنوان زبان غیررسمی احساسات نوجوانان در عصر دیجیتال تثبیت کرده است.

## نقدها و واکنش‌ها
در حالی‌که بسیاری از شنوندگان و منتقدان، Rage را به‌دلیل انرژی بالای آن، نوآوری صوتی، و تأثیر فرهنگی‌اش می‌ستایند، برخی دیگر آن را به‌خاطر ساختار تکراری، افراط در افکت‌ها، و ضعف محتوای ترانه‌ها مورد انتقاد قرار می‌دهند. برخی از منتقدان بر این باورند که وابستگی بیش از حد به سینت‌های خاص و استایل‌های ازپیش‌تعریف‌شده، ممکن است باعث شود این سبک سریع‌تر از ژانرهای دیگر به اشباع برسد و جذابیت خود را از دست بدهد.

## جایگاه فعلی و آینده
تا سال ۲۰۲۵، سبک Rage به یکی از عناصر اصلی در ترپ معاصر و فضای هیپ‌هاپ تجربی تبدیل شده است. تولیدکنندگانی نظیر F1lthy، Starboy، و BNYX نقش کلیدی در تثبیت صدای این ژانر ایفا کرده‌اند و هم‌زمان، پلتفرم‌هایی چون TikTok و Discord به بستری برای انتشار سریع‌تر آن بدل شده‌اند. از آنجا که Rage هم‌زمان با تغییرات فرهنگی دیجیتال در حال پیشروی است، به‌نظر می‌رسد که آینده آن وابسته به نوآوری‌های صوتی و توانایی در سازگاری با فضای اینترنتی خواهد بود.